# Circonvallazione Casilina
La strada comunale Casilina (SC 20) è una strada comunale italiana del comune di Roma, facente parte dei quartieri Tiburtino, Prenestrino-Labicano e Casilino.

## Percorso
Ha inizio a sud-est della città, non molto lontano dal corso del fiume Tevere.
La strada prosegue verso sud, fungendo quindi da collegamento tra le antiche strade di Via Prenestina e Via Casilina, attraversando tutta la zona urbanistica del Pigneto, compresa la ferrovia.

## Storia
Fa parte delle grandi circonvallazioni di Roma, tutte costruite nel 1900, insieme alla Circonvallazione Gianicolense, alla Circonvallazione Tiburtina, alla Circonvallazione Cornelia, alla Circonvallazione Aurelia, alla Circonvallazione Appia, alla Circonvallazione Trionfale, alla Circonvallazione Clodia, alla Circonvallazione Flaminia e alla Circonvallazione Salaria.

## Caratteristiche
Contornata da varie specie di piante, in particolare dai pini secolari caratteristici della zona.